# Сървайвър: Африка
„Сървайвър: Африка“ (на английски: Survivor: Africa) е третата част на популярното американско реалити шоу „Сървайвър“. То е заснето през 2001 година и излиза в ефир от 11 октомври 2001 година – 10 януари 2002 година по телевизия CBS. То е заснето в Кенийския Национален Резерват Шаба на африканския континент.
Двете първоначални племена са Боран и Самбуру (именувани в чест на истинските племена Борана и Самбуру). В петия епизод, след 12 дни, три члена от всеки отбор биват прехвърлени в другия отбор, станало известно като първия „неочакван обрат“ в сериите „Сървайвър“. Това подчертава, че играчите трябва да са готови за най-внезапните промени; бъдещи сезони също имат подобни неочаквани обрати. В края на краищата двете племена се сливат в племето Мото Мажи (огън & вода на кенийски).
Този сезон също така е първият, в който има тайбрек-съревнование: в предишните сезони, човекът с най-много предишни гласове бива изгонен в такава ситуация, но в техния пръв племенен съвет Карл Биланчиън и Линдзи Рихтър получават по четири гласа. Двамата се съревновават в тайбрек-викторина относно природата, загубилият от които бива елиминиран.
По време на финала, режисьорите го правят да изглежда така, сякаш гласовете се прочитат на мястото на Последния Племенен Съвет веднага след самото гласуване. Джеф Пробст отива да вземе урната за гласуване и когато се връща, изглежда, че се е върнал директно на мястото на Племенния Съвет за да прочете гласовете. Обаче, всъщност той е на звукова сцена на телевизия CBS в Холивуд (с публика на живо), която е направена да изглежда като мястото. Това се разкрива след като той прочита гласовете и обявява победителя. На участниците им бива казано да се нагласят така, че да изглеждат както са изглеждали по време на последния Племенен Съвет и на публиката ѝ се казва да задържи всякакви викове и аплодисменти до обявяването на победителя.
Тринадесет епизода излизат в ефир, плюс резюме по средата на сезона, интервю/среща на живо с Брайън Гъмбел след финала, и шоу „къде са те сега“. Победителят, Итън Зон, се разкрива на 10 януари 2002 година, където побеждава Ким Джонсън с гласуване 5 – 2.
Итън Зон, Лекс ван ден Бърг, и Том Бюканън се състезават в „Сървайвър: All-Stars“, където се класират 11-и, 9-и и 5-и.